# Leptochilus occidentalis
Leptochilus occidentalis är en stekelart som beskrevs av Giordani Soika 1986. Leptochilus occidentalis ingår i släktet Leptochilus och familjen Eumenidae. Inga underarter finns listade i Catalogue of Life.